# Oscar Carlsson
Oscar Albert Carlsson (i riksdagen kallad Carlsson i Säffle), född 27 december 1901 i By församling, Värmlands län, död 1 november 1970 i Säffle, var en svensk pappersbruksarbetare och politiker.
Carlsson var ledamot av riksdagens första kammare från 1956 till sin död, invald i Värmlands läns valkrets.